# Timálie čínská
Timálie čínská nebo také timálie zlatá (Leiothrix lutea) je zpěvný pták, obývající jižní část Číny a himálajské podhůří v Myanmaru, Indii, Bhútánu, Nepálu a Pákistánu, v létě vystupuje až do nadmořské výšky přes tři tisíce metrů. Byl také úspěšně introdukován na Havaji, Réunionu, v Japonsku a jihozápadní Evropě.

## Popis
Pták dosahuje délky okolo 15 cm a váží zhruba dvacet gramů. Je pestře zbarvený: šedozelený hřbet a hlava, oranžové hrdlo, žluté, červené a černé křídelní letky, žlutý kruh okolo očí a korálově červený zobák. Pohlavní dimorfismus není příliš výrazný, ale samičky bývají o něco menší a jejich peří má tlumenější odstíny.

## Biologie
Timálie čínská žije v hustém lesním podrostu, hnízdo si staví v bambusovém houští nebo mezi keři libory. Páří se v dubnu až v září, samice snáší tři až pět vajec; mláďata se líhnou asi po 12 dnech a za další dva týdny opouštějí hnízdo. O potomstvo pečují společně oba rodiče. Mimo období rozmnožování se timálie shlukují do hejn, která mohou mít až sto jedinců. Živí se převážně hmyzem a dalšími bezobratlými živočichy, které hledají ve spadaném listí nebo pod kůrou stromů, jídelníček si zpestřují plody jahodníku, ostružiníku nebo papáji a semeny škumpy.
Timálie jsou známy svým příjemným zpěvem, pro který bývají často chovány v zajetí pod označením „čínský slavík“.

## Geografické poddruhy
- L. l. kumaiensis
- L. l. calipyga
- L. l. yunnanensis
- L. l. lutea
- L. l. kwangtungensis

## Chov v zoo
Chov v zoo není úplně vzácný (více než 70 evropských zoo), na druhou stranu je geograficky velmi rozrůzněný. V Česku tak byly v červenci 2020 tyto timálie chovány pouze ve dvou zoo:
- Zoo Děčín
- Zoo Praha

Historicky se objevily také v Zoo Brno, Zoo Dvůr Králové, Zoo Jihlava, Zoo Liberec, Zoo Ostrava a Zoo Plzeň.

### Chov v Zoo Praha
Zoo Praha chová timálie zlaté od roku 2007. Od té doby se opakovaně daří odchovy. Na konci roku 2018 byli chováni tři samci a dvě samice. V závěru roku 2019 byli chováni dva samci a dvě samice. Na počátku července 2020 se vylíhlo jedno mládě.
Tento druh je k vidění v pavilonu Sečuán představující ptáky z podhůří Himálaje. Expozice je umístěna v dolní části zoo.